# بیورن لیندبلوم
بیورن ای. لیندبلوم (متولد ۱۹ ژوئن ۱۹۳۴ در استکهلم) زبان‌شناس و آواشناس سوئدی‌ست که به دلیل نظراتش در زمینه آواشناسی و واج‌شناسی تجربه‌گرا شناخته شده‌است. او دانش‌آموخته دانشگاه لوند است و در دانشگاه استکهلم و دانشگاه تگزاس در آستین تدریس می‌کند.